# انساتمان (ابوزيدن)
انساتمان هو دُوَّار يقع بجماعة أسايس، إقليم الصويرة، جهة مراكش آسفي في المملكة المغربية. ينتمي الدوّار لمشيخة ابوزيدن التي تضم 8 دواوير. يقدر عدد سكانه بـ 474 نسمة حسب الإحصاء الرسمي للسكان والسكنى لسنة 2004.

## روابط خارجية
- البوابة الوطنية للجماعات الترابية
- المندوبية السامية للتخطيط